# Harriet Quimby
Harriet Quimby (Coldwater, Michigan, 11. svibnja 1875. – kraj Bostona, 1. srpnja 1912.), američka avijatičarka. 
Prvo se bavila glumom, a zatim novinarstvom. Napisala je scenarije za 7 filmova redatelja Davida Griffitha. Godine 1911. postala je prva Amerikanka s dozvolom za pilotiranje. U travnju 1912. godine preletjela je Engleski kanal. Tri mjeseca kasnije izgubila je život u jednom aeromitingu kraj Bostona.